# Giacomo Rossi
 Giacomo Rossi fue un poeta, traductor y libretista italiano que se asentó en Londres a principios del siglo XVIII y escribió libretos para Georg Friedrich Händel, entre 1710 y 1729.
Según Rossi, Händel compuso la ópera Rinaldo en quince días. Aaron Hill parece haber dado su esquema a Rossi para traducirlo. El libreto es, según Winton Dean, confuso.
Rossi probablemente trabajó en Il pastor fido y Silla. Händel emerge de la empresa con poco crédito más que Rossi.
El nombre de Rossi también aparece mencionado para el libreto de Amadigi di Gaula, o ayudando en Poro, Re dell'Indie y Lotario. El resultado de este última obra es inusualmente conciso y fácilmente comprensible para una ópera barroca. Rossi no sólo acortó los recitativos para Händel, pero mejoró el texto acortando, reordenando y reescribiéndolo. Casi la mitad del texto fue nuevo.
En 1729 Paolo Antonio Rolli escribió: Ya habrás oído que Attilio y Haym han muerto. Te informo que el famoso Rossi, poeta y escritor italiano es el libretista de Händel.

## Fuente
- Dean, Winton; Knapp, J. Merrill (1987). Handel's Operas, 1704–1726. Clarendon Press. ISBN 0193152193
- Dean, Winton (2006). Handel's Operas, 1726–1741, p. 173. The Boydell Press. ISBN 1-84383-268-2